# Fredi (chanteur)
Pour les articles homonymes, voir Fredi.
Matti Kalevi Siitonen, mieux connu sous le nom Fredi, né le 23 juillet 1942 à Mikkeli et mort le 23 avril 2021 à Helsinki, est un auteur-compositeur-interprète, acteur et animateur de télévision finlandais.
Il est notamment connu pour avoir représenté la Finlande au Concours Eurovision de la chanson 1967 à Vienne avec la chanson Varjoon - suojaan ainsi qu'au Concours Eurovision de la chanson 1976 à La Haye au sein du groupe « Fredi & Ystävät » avec la chanson Pump-Pump (en).

## Biographie
Fredi est décédé en avril 2021, à l'âge de 78 ans.